# Andrembesoa
Andrembesoa – gmina na Madagaskarze, w regionie Vakinankaratra, w dystrykcie Betafo. W 2001 roku zamieszkana była przez 12 189 osób. Siedzibę administracyjną stanowi miejscowość Andrembesoa.